# Јосип Бозанић
Јосип Бозанић (Сушак, 20. март 1949) je актуелни хрватски кардинал.

## Биографија
Рођен је у Сушаку код Ријеке 20. марта 1949. године као прво дете од четворо деце Ивана и Динке рођене Валковић. Бозанићева породица је живела у месту Врбник на острву Крку, где је завршио основну школу. Након завршене основне школе, отишао је у семениште у Пазин. Последњу годину завршио је у Загребу. Тема дипломског рада била је дело бискупа Антуна Махнића.

## Свештеничка каријера
Након студија је одслужио војни рок у Пећи на Косову. Након што се вратио са служења војног рока постављен је за свештеника Крчке бискупије, 29. јуна 1975. године у Крку. Године 1975. У Врбнику је одслужио прву мису. Обављао дужност капелана у Малом Лошињу, а у Великом Лошињу био је заменик жупника. У јесен 1979. Бозанић је отишао у Рим где је остао готово седам година. У Хрватском папинском заводу започео је студије догматике на Грегоријани и студије црквеног права на Латеранском универзитету. Након повратка у Хрватску 1986. године на Крку врши дужност жупног викара. Врло брзо је именован на позицију канцелара Бискупског ординаријата на Крку. Следеће године постао је и генерални викар Крчке бискупије и судски викар.
У Ријеци предаје предмет "de sacramentis il genere". Три године након повратка кући, Бозанић је постављен је за бискупа. Са својих 40 година постао је један од најмлађих бискупа у Европи. Као представник Цркве укључен је у комисију која треба да саставља међудржавне уговоре између Свете столице и Хрватске.

## Као надбискуп и кардинал
Након пензионисања хрватског кардинала Фрање Кухарића 1994, Бозанић је брзо постао један од најозбиљнијих кандидата за то место. Дана 5. јула 1997. године постао је загребачки надбискуп. Папин благослов за новог загребачког надбискупа затекао га је на месту председника Надзорног одбора Савета хрватског Каритаса, члана Хрватске бискупске конференције и председника Одбора за обележавање Нове 2000. године. Учествовао је и у састављању уговора између Хрватске и Ватикана, а као надбискупу остало му је сређивање правне регулативе, око спорног четвртог уговора, којим се регулише економски положај цркве и два осетљива проблема: статус црквене имовине и црквени порез.
У октобру 2003. године папа Папа Јован Павле II прогласио га је кардиналом.